# La Mort blanche
Pour la bande dessinée, voir Docteur Justice#Albums.
La Mort blanche (titre original : The White Plague) est un roman de science-fiction écrit par Frank Herbert, publié aux États-Unis en 1982 et traduit et publié en France en 1983. C'est l'avant-dernier roman écrit par Frank Herbert.
L'action se déroule principalement dans les plaines d'Irlande, ainsi qu'en Angleterre et aux États-Unis.

## Résumé
Le 20 mai 1996, en plein centre de Dublin, John Roe O'neill, un biologiste moléculaire, perd sous ses yeux sa femme et ses deux fils dans un attentat à la voiture piégée.
Peu après, un homme mystérieux que tout le monde finit par appeler Le Fou défie le monde en répandant un virus inédit. La peste blanche ne tue que les femmes et cela, en quelques heures seulement. Le Fou en veut notamment à l'Irlande (pour son terrorisme), à l'Angleterre (pour avoir donné une raison au terrorisme irlandais) et à la Libye (parce qu'elle entraîne les terroristes) et demande aux autres pays du monde de renvoyer les ressortissants de ces trois pays dans leur pays d'origine sous peine de répandre plus largement le virus.
Le roman suit les destins de plusieurs personnages dans l'Irlande dévastée par le virus, parmi lesquels l'infirmière Kate O'Gara, de Joseph Leo Herity, du père Michael Flannery, de Fintan Craig Doheny ou le docteur Dudley Wycombe-Fich.